# Alain Berteau
Alain Berteau (Aken, 1971) is een Belgisch ontwerper.
Hij verhuisde op de leeftijd van 3 naar België met zijn ouders. Hij studeerde interieurvormgeving en meubelontwerp aan de La Cambre School of Arts te Brussel.
In 2002 startte hij met een eigen ontwerpbureau en ontwerpt onder andere voor Montis, spHaus, Bulo, Feld, Lensvelt en Vange.
Hij is de eerste Belg die ondersteund wordt door valorisation de l'innovation dans l'ameublement uit Frankrijk.
In zijn publicatie Useful Feelings legt hij zijn kijk op design uit en wordt stilgestaan bij zijn creaties.

## Erkentelijkheid
- Belgisch Designer van het Jaar 2006 , Interieur[3]